# 克罗伊茨塔尔
克罗伊茨塔尔是德国北莱茵-威斯特法伦州的一个市镇。总面积71.07平方公里，总人口31031人，其中男性15360人，女性15671人（2011年12月31日），人口密度437人/平方公里。